# Кіон Кларк
Аріан Кіон Кларк (англ. Arian Keon Clark, нар. 16 квітня 1975, Данвіль, Іллінойс, США) — американський професійний баскетболіст, що грав на позиціях важкого форварда і центрового за декілька команд НБА.

## Ігрова кар'єра
На університетському рівні грав за команду Ірвін Веллей (1994–1995), Діксі Стейт (1995–1996), УНЛВ (1996–1998). 
1998 року був обраний у першому раунді драфту НБА під загальним 13-м номером командою «Орландо Меджик». Проте професіональну кар'єру розпочав 1998 року виступами за «Денвер Наггетс», куди був обміняний відразу після драфту. Захищав кольори команди з Денвера протягом наступних 3 сезонів.
З 2001 по 2002 рік грав у складі «Торонто Репторз». 23 березня 2001 року встановив рекорд клубу, зробивши 12 блок-шотів у одному матчі.
2002 року перейшов до «Сакраменто Кінґс», у складі якої провів наступний сезон своєї кар'єри.
Останньою ж командою в кар'єрі гравця стала «Юта Джаз», до складу якої він приєднався 2003 року і за яку відіграв два матчі.